# Arnulf von Scheliha

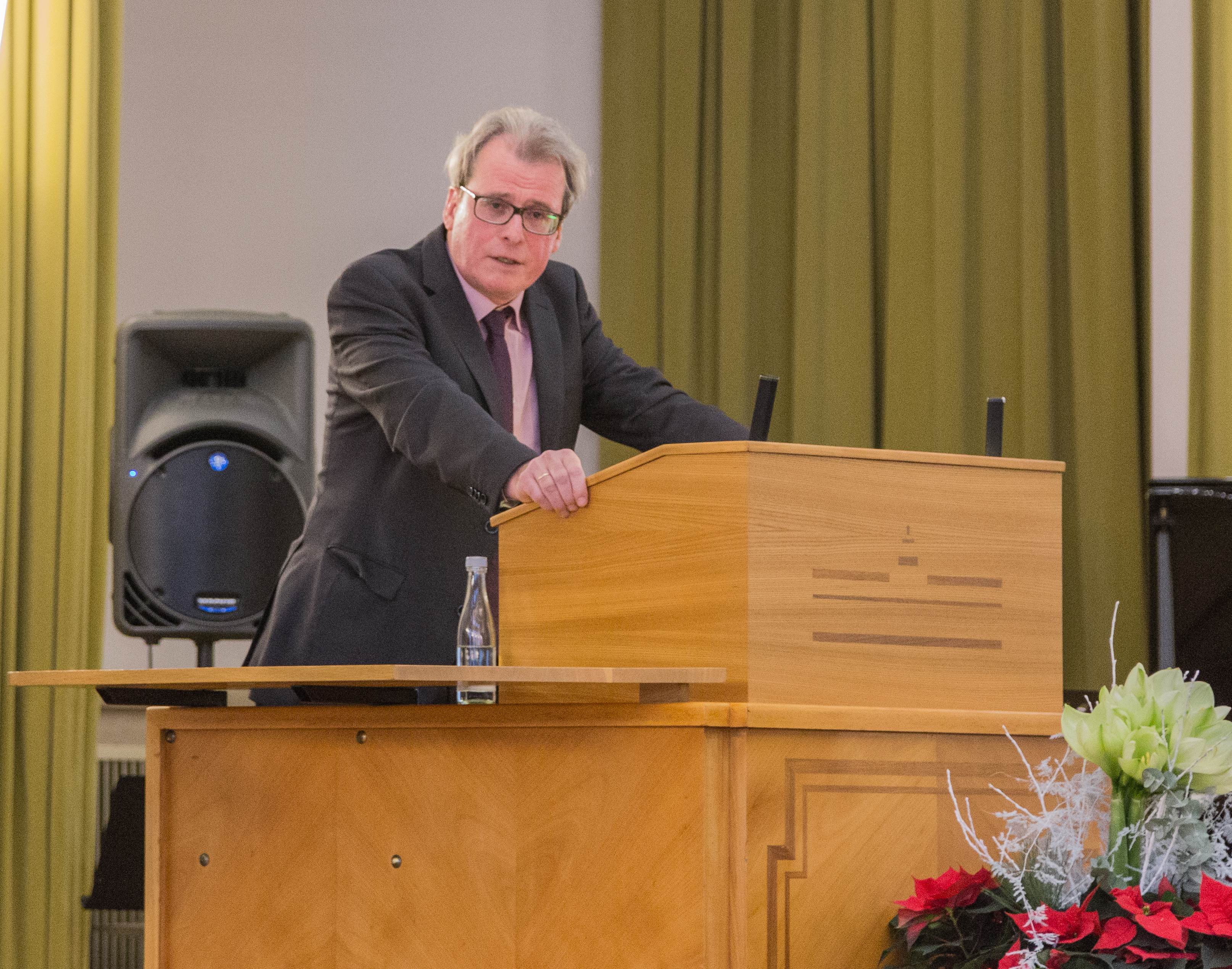
Arnulf von Scheliha (2017)

Arnulf von Scheliha (* 8. Februar 1961 in Kiel) ist ein deutscher evangelischer Theologe und Hochschullehrer.

## Leben
Arnulf von Scheliha studierte Evangelische Theologie, Geschichtswissenschaft und Philosophie in Kiel, München und Tübingen. 1991 wurde er in Kiel mit der Arbeit Emanuel Hirsch als Dogmatiker zum Dr. theol. promoviert. Im gleichen Jahr wurde er zum Amt der Kirche ordiniert. Von Scheliha arbeitete von 1991 bis 1993 als wissenschaftlicher Angestellter an der Christian-Albrechts-Universität zu Kiel. Anschließend war er bis 1998 wissenschaftlicher Assistent an der Universität Hamburg. 1997 habilitierte er sich mit einer Untersuchung über den Vorsehungsglauben im Fach Systematische Theologie an der Universität Hamburg. Dort war von Scheliha von 1997 bis 2003 Privatdozent für Systematische Theologie.
Von 1998 bis 2003 hatte er den Lehrstuhl für Evangelische Theologie unter besonderer Berücksichtigung der Sozialethik und der Theologiegeschichte an der Universität der Bundeswehr Hamburg inne. Von 2003 bis 2014 lehrte Arnulf von Scheliha als Professor für Systematische Theologie an der Universität Osnabrück. In der Kollegperiode 2009/10 war er Fellow am Zentrum für Religion, Wirtschaft und Politik des Collegium Helveticum in Basel. Seit dem 1. Oktober 2014 ist von Scheliha Professor für Theologische Ethik an der Universität Münster und Direktor des Instituts für Ethik und angrenzende Sozialwissenschaften (IfES), seit Februar 2017 auch Principal Investigator am Exzellenzcluster „Religion und Politik. Dynamiken von Tradition und Innovation“ der Universität Münster. Seit 2019 ist er Vorsitzender des wissenschaftlichen Beirats der Evangelischen Zentralstelle für Weltanschauungsfragen.
Am 15. Mai 2019 wurde Arnulf von Scheliha in die Nordrhein-Westfälische Akademie der Wissenschaften und der Künste (AWK) - Klasse für Geisteswissenschaften - aufgenommen. Darüber hinaus ist er seit April 2020 Sprecher des interdisziplinären Forschungsverbundes Centrum für Religion und Moderne an der Universität Münster. Seit Oktober 2022 bekleidet er den Posten des Dekans der Evangelisch-Theologischen Fakultät der Universität Münster. 
Arnulf von Scheliha ist ein Enkel des Historikers Otto Becker und Vater der Rechtswissenschaftlerin Henrike von Scheliha. 

## Veröffentlichungen (Auswahl)
Monographien und Aufsatzbände:
- Emanuel Hirsch als Dogmatiker. Zum Programm der „christlichen Rechenschaft“ im „Leitfaden zur christlichen Lehre“ (Theologische Bibliothek Töpelmann 53), Berlin/New York 1991.
- Jesus und Mohammed. Unterrichtsmodelle mit Texten, Liedern, Bildern für den Religionsunterricht 3.–6. Schuljahr, gem. mit Eva Jürgensen et al., Lahr 1993.
- Der Glaube an die göttliche Vorsehung. Eine religionssoziologische, geschichtsphilosophische und theologiegeschichtliche Untersuchung, Stuttgart 1999.
- Der Islam im Kontext der christlichen Religion (Studien zum interreligiösen Dialog 6), Münster 2004.
- Theologische und ethische Essays, Osnabrück 2011.
- Protestantische Ethik des Politischen, Tübingen 2013.
- Religionspolitik. Beiträge zur politischen Ethik und zur politischen Dimension des religiösen Pluralismus, Tübingen 2018.
- Christentum von rechts. Theologische Erkundungen und Kritik, gem. mit Johann Hinrich Claussen, Martin Fritz, Andreas Kubik und Rochus Leonhardt, Tübingen 2021.
- Friedrich Schleiermacher als Sozialphilosoph des Christentums, Berlin/Boston 2023.
- Religionsunterricht 4.0. Eine religionspolitische Erörterung in rechtswissenschaftlicher und ethischer Perspektive, gem. mit Hinnerk Wissmann, Tübingen 2024.

Herausgeberschaften:
- Das protestantische Prinzip. Historische und systematische Studien zum Protestantismusbegriff, hg. gem. mit Markus Schröder, Stuttgart/Berlin/Köln 1998.
- Freiheit und Menschenwürde. Studien zum Beitrag des Protestantismus (Religion in philosophy and theology 16), hg. gem. mit Jörg Dierken, Tübingen 2005.
- Protestantismus zwischen Aufklärung und Moderne (Beiträge zur rationalen Theologie 16), hg. gem. mit Roderich Barth und Claus-Dieter Osthövener, Frankfurt am Main 2005.
- Zwischen Formation und Transformation. Die Religionen Europas auf dem Weg des Friedens, hg. gem. mit Eveline Goodman-Thau, Göttingen 2011.
- Wettstreit um Ressourcen. Konflikte um Klima, Wasser und Boden, hg. gem. mit Ulrich Schneckener, Andreas Lienkamp und Britta Klagge, München 2014.
- Language policy and the promotion of peace. African and European case studies, hg. gem. mit Neville Alexander, Pretoria 2014.
- Erleben und Deuten. Dogmatische Reflexionen im Anschluss an Ulrich Barth. Festschrift zum 70. Geburtstag, hg. gem. mit Roderich Barth und Andreas Kubik, Tübingen 2015.
- Hier stehe ich, ich kann nicht anders! Zu Martin Luthers Staatsverständnis (Staatsverständnisse 82), hg. gem. mit Rochus Leonhardt, Baden-Baden 2015.
- Der Mensch und seine Seele. Bildung – Frömmigkeit – Ästhetik. Akten des Internationalen Kongresses der Schleiermacher-Gesellschaft in Münster (Schleiermacher-Archiv 26), hg. gem. mit Jörg Dierken, Berlin/Boston 2017.
- Europäische Kulturkämpfe und ihre gegenwärtige Bedeutung (Otto-von-Bismarck-Stiftung – Wissenschaftliche Reihe 24), hg. gem. mit Ulrich Lappenküper und André Ritter, Paderborn 2017.
- Recht in der Bibel und in kirchlichen Traditionen (Frieden und Recht 1), hg. gem. mit Sarah Jäger, Wiesbaden 2018.
- Reformation und Moderne. Pluralität – Subjektivität – Kritik. Akten des Internationalen Kongresses der Schleiermacher-Gesellschaft in Halle (Saale), hg. gem. mit Jörg Dierken und Sarah Schmidt, Berlin/Boston 2018.
- Freiheit Denken. Protestantische Transformationen in der Gegenwart (Beiträge zur rationalen Theologie 25), hg. gem. mit Malte Dominik Krüger, Constantin Plaul und Christian Polke, Frankfurt a. M. 2021.

Herausgeberschaften von Reihen:
- Emanuel Hirsch: Gesammelte Werke, hg. gem. mit Ulrich Barth, Albrecht Beutel, Friedrich Hauschildt, Andreas Kubik, Matthias Lobe und Martin Ohst, begründet von Hans Martin Müller, Waltrop 1998ff.
  - Emanuel Hirsch: Das Wesen des reformatorischen Christentums (Gesammelte Werke 20), Waltrop 2000.
  - Emanuel Hirsch: Das Wesen des Christentums (Gesammelte Werke 19), Waltrop 2004.
  - Emanuel Hirsch: Dogmatische Einzelabhandlungen I. „Jesus Christus der Herr“ und andere Beiträge zur Christologie (Gesammelte Werke 14), Waltrop 2010.
  - Emanuel Hirsch: Dogmatische Einzelabhandlungen II. „Der Sinn des Gebets“ und andere Beiträge zur Frömmigkeitstheorie (Gesammelte Werke 15), hg. gem. mit Justus Bernhard, Kamen 2013.
  - Emanuel Hirsch: Weltbewußtsein und Glaubensgeheimnis (Gesammelte Werke 22), hg. gem. Justus Bernhard, Kamen 2016.
  - Emanuel Hirsch: Leitfaden zur christlichen Lehre. Kritische Neuausgabe (Gesammelte Werke 17), hg. gem. mit Justus Bernhard, Kamen 2019.
  - Emanuel Hirsch: Christliche Rechenschaft I: „Erläuterungen“ zum „Leitfaden zur christlichen Lehre“ (Gesammelte Werke 18/1), hg. gem. mit Justus Bernhard, Kamen 2020.
  - Emanuel Hirsch: Christliche Rechenschaft II: „Ergänzungen“ zum „Leitfaden zur christlichen Lehre“ (Gesammelte Werke 18/2), hg. gem. mit Justus Bernhard, Kamen 2020.
- Veröffentlichungen des Zentrums für Interkulturelle Islam-Studien der Universität Osnabrück, hg. gem. mit Martina Blasberg-Kuhnke und Bülent Uçar, Göttingen 2010ff.
- Zeitschrift zur sache.bw – Evangelische Kommentare zu Fragen der Zeit, hg. gem. mit Friedrich Lohmann und Frank Hofmann, 2002ff.